# Edith Pargeter
Pour les articles homonymes, voir Pargeter et Redfern (homonymie).
Ne pas confondre avec le couturier anglais John Redfern, à qui est attribué l'invention du tailleur au XIXe siècle.
 (mai 2024).
Si vous disposez d'ouvrages ou d'articles de référence ou si vous connaissez des sites web de qualité traitant du thème abordé ici, merci de compléter l'article en donnant les références utiles à sa vérifiabilité et en les liant à la section « Notes et références ».
Œuvres principales
- Série Inspecteur Felse (1951-1978)
- Série Frère Cadfael (1977-1994)

Edith Pargeter, OBE, British Empire Medal, née le 28 septembre 1913 à Horsehay (en) et morte le 14 octobre 1995 à Shrewsbury, est une romancière anglaise surtout connue pour avoir publié, sous le pseudonyme d'Ellis Peters, les aventures du Frère Cadfael, une série de romans policiers historiques se déroulant au Moyen Âge.

## Biographie
Elle devient préparatrice en pharmacie avant de s'engager, pendant la Seconde Guerre mondiale, au département des communications des Women's Royal Voluntary Service. Cette expérience nourrit des œuvres satiriques parues à cette époque. Après la guerre, elle reçoit la British Empire Medal, remise par le roi George VI, en remerciements de son engagement.
Spécialiste de la langue et de la littérature tchèques, Edith Pargeter en traduit, entre 1957 et 1970, plusieurs œuvres en anglais, dont celles de Bohumil Hrabal.
Dans les années 1960, elle donne une trilogie historique, intitulée Heaven Tree, qui se passe en Angleterre au début du XIIIe siècle, au temps des bâtisseurs de cathédrales et des guerres entre Anglais et Gallois. Les héros de cette trilogie sont Harry Talvace et ses proches, tailleurs de pierres au service d'Isambard, terrible seigneur de Parfois. Au milieu des batailles qui ensanglantent l'Angleterre, des adolescents grandissent et deviennent des hommes en prise avec les contradictions de leurs sentiments et de leurs devoirs. Edith Pargeter prend plaisir à décrire ces liens étonnants qui unissent ses personnages entre eux, et sa trilogie obtient d'emblée un grand succès populaire et critique.
Dans le domaine de la littérature populaire, elle s'intéresse au roman policier dès 1938 avec Murder in the Dispensary, signé du pseudonyme de Joylon Carr, et The Victim Needs a Nurse (1940), sous celui de John Redfern. En 1951, dans Pris au piège (Fallen Into the Pit) apparaît pour la première fois l'inspecteur Felse. Pourtant, ce n'est qu'avec la deuxième enquête de ce héros, dans une série qui comptera une douzaine de titres, que l'auteur atteint la notoriété, puisque Une mort joyeuse (Death and the Joyful Woman) décroche le Prix Edgar Poe du meilleur roman décerné par les Mystery Writers of America en 1963.
Ce n'est que tardivement, en 1977, à l'âge de 64 ans, qu'elle amorce la série des aventures du Frère Cadfael, un moine bénédictin, né en 1080, et vivant à la frontière du Pays de Galles au XIIe siècle. Avant qu'une vocation tardive n'appelle Cadfael à la vie monastique à l'Abbaye des Saint-Pierre et Saint-Paul, sise à Shrewsbury, celui-ci a été marin et croisé. Devenu herboriste, et en quelque sorte médecin, il est régulièrement amené à sortir du couvent pour dispenser des soins et porter des remèdes « dans le siècle ». Il est également consulté en cas de décès quant à leur nature et leurs causes. Ayant lié une amitié et une complicité solides avec le jeune shérif Hugh Beringar, ce dernier ne manque jamais de solliciter les conseils et l'aide du moine gallois qui, malgré la profondeur de sa vocation, se languit encore parfois d'aventure et de chevauchées par monts et par vaux.
Personnage haut en couleur, atypique, parfois cocasse et ne manquant ni d'humour ni de caractère, Cadfael offre aussi une facette de fin psychologue. Il présente surtout un visage humain d'une étonnante authenticité. Au cours de sa première enquête, il est impliqué dans un Trafic de reliques (A Morbid Taste of Bones) entre l'abbaye et le village dépositaire des restes d'une sainte décapitée par un prince païen. L'intrigue de ce premier titre se situe en 1138, alors que Cadfael est un quinquagénaire, entré à l'abbaye depuis déjà dix-huit ans. Le dernier volume du cycle, Frère Cadfael fait pénitence (Brother Cadfael's Penance), publié en 1994, s'achève en 1145. En outre, quelques nouvelles éclairent le passé de cet homme qui fut autrefois soldat et qui a même eu un enfant d'une femme qu'il a beaucoup aimé. La série mêle d'ailleurs adroitement intrigues policières et sentimentales, tout en ménageant des liens entre les sphères des pouvoirs politique et spirituel de l'époque.
L'acteur britannique Derek Jacobi incarne le Frère Cadfael dans la série télévisée britannique Cadfael (1994-1998), en 13 épisodes.
Edith Pargeter a été élevée au rang d'officier de l'ordre de l'Empire britannique.

## Œuvre

### Romans

#### SérieHeaven Tree
1. The Heaven Tree (1960) Publié en français sous le titre La Pierre de vie, Paris, Presses de la Cité, 1999, Paris, 10/18, « Grands Détectives » no 3432, 2002
2. The Green Branch (1962) Publié en français sous le titre Le Rameau vert, Paris, Presses de la Cité, 2000, Paris, 10/18, « Grands Détectives » no 3433, 2002
3. The Scarlet Seed (1963) Publié en français sous le titre La Graine écarlate, Paris, Presses de la Cité, 2001, Paris, 10/18, « Grands Détectives » no 3434, 2002

- Cette trilogie a été publiée en un seul volume sous le titre L'Arbre du paradis, Paris, 10/18, 2013.

#### SérieBrothers of Gwynedd
- Sunrise in the West (1974)
- The Dragon at Noonday (1975)
- The Hounds of Sunset (1976)
- Afterglow and Nightfall (1977)

#### Autres romans
- Hortensius, Friend of Nero (1936)
- Iron-Bound (1936)
- The City Lies Foursquare (1939)
- Ordinary People (1941)
- She Goes to War (1942)
- The Eighth Champion of Christendom (1945)
- Reluctant Odyssey (1946)
- Warfare Accomplished (1947)
- By Firelight (1948)
- The Fair Young Phoenix (1948)
- Lost Children (1951)
- Most Loving Mere Folly (1953)
- This Rough Magic (1953)
- The Soldier at the Door (1954)
- A Means of Grace (1956)
- The Will and the Deed ou Where There's a Will (1960)
- Funeral of Figaro (1962)
- A Bloody Field by Shrewsbury (1972)
- The Horn of Roland (1974)
- The Marriage of Meggotta (1979)

#### SérieInspecteur Felsesignée Ellis Peters
L'intrigue se déroule dans l'Angleterre contemporaine :
1. Fallen into the Pit (1951) Publié en français sous le titre Pris au piège, Paris, 10/18, « Grands Détectives » no 2683, 1995
2. Death and the Joyful Woman (1961) (Prix Edgar Poe du meilleur roman 1963) Publié en français sous le titre Une mort joyeuse, Paris, 10/18, « Grands Détectives » no 2546, 1994
3. Flight of a Witch (1964) Publié en français sous le titre La Colline secrète, Paris, 10/18, « Grands Détectives » no 2641, 1995
4. A Nice Derangement of Epitaphs (1965) Publié en français sous le titre Ne touchez pas aux épitaphes, Paris, 10/18, « Grands Détectives » no 2705, 1996
5. The Piper on the Mountain (1966) Publié en français sous le titre Un air de cornemuse, Paris, 10/18, « Grands Détectives » no 2731, 1996
6. Black is the Colour of My True Love's Heart (1967) Publié en français sous le titre Un cœur noir, Paris, 10/18, « Grands Détectives » no 2767, 1996
7. The Grass Widow's Tale (1968) Publié en français sous le titre Mrs Felse joue en solo, Paris, 10/18, « Grands Détectives » no 2831, 1997
8. The House of Green Turf (1969) Publié en français sous le titre La Dernière Mesure, Paris, 10/18, « Grands Détectives » no 2862, 1997
9. Mourning Raga (1969) Publié en français sous le titre Raga mortel, Paris, 10/18, « Grands Détectives » no 2908, 1997
10. The Knocker on Death's Door (1970) Publié en français sous le titre La Porte fatale, Paris, 10/18, « Grands Détectives » no 3045, 1999
11. Death to the Landlords (1972) Publié en français sous le titre Mort aux propriétaires !, Paris, 10/18, « Grands Détectives » no 2927, 1998
12. City of Gold and Shadows (1973) Publié en français sous le titre L'Enterré vif, Paris, 10/18, « Grands Détectives » no 3137, 1999
13. Rainbow's End (1979) Publié en français sous le titre La Mort de Rainbow, Paris, 10/18, « Grands Détectives » no 3295, 1999

#### SérieFrère Cadfaelsignée Ellis Peters
1. A Morbid Taste for Bones 1977, le récit se déroule en 1137 Publié en français sous le titre Trafic de reliques, Paris, 10/18, « Grands Détectives » no 1994, 1989
2. One Corpse Too Many 1979, le récit se déroule en août 1138 Publié en français sous le titre Un cadavre de trop, Paris, 10/18, « Grands Détectives » no 1963, 1988
3. Monk's Hood 1980, le récit se déroule en décembre 1138 Publié en français sous le titre Le Capuchon du moine, Paris, 10/18, « Grands Détectives » no 1993, 1989
4. Saint Peter's Fair 1981, le récit se déroule en juillet 1139 Publié en français sous le titre La Foire de Saint-Pierre, Paris, 10/18, « Grands Détectives » no 2043, 1989
5. The Leper of Saint Giles 1981, le récit se déroule en octobre 1139 Publié en français sous le titre Le Lépreux de Saint-Gilles, Paris, 10/18, « Grands Détectives » no 2044, 1989
6. The Virgin in the Ice 1982, le récit se déroule en novembre 1139 Publié en français sous le titre La Vierge dans la glace, Paris, 10/18, « Grands Détectives » no 2086, 1990
7. The Sanctuary Sparrow 1983, le récit se déroule au printemps 1140 Publié en français sous le titre Le Moineau du sanctuaire, Paris, 10/18, « Grands Détectives » no 2087, 1990
8. The Devil's Novice 1983, le récit se déroule en septembre 1140 Publié en français sous le titre L'Apprenti du diable, Paris, 10/18, « Grands Détectives » no 2136, 1990
9. Dead Man's Ransom 1984, le récit se déroule en février 1141 Publié en français sous le titre La Rançon du mort, Paris, 10/18, « Grands Détectives » no 2152, 1991
10. The Pilgrim of Hate 1984, le récit se déroule en mai 1141 Publié en français sous le titre Le Pèlerin de la haine, Paris, 10/18, « Grands Détectives » no 2177, 1991
11. An Excellent Mystery 1985, le récit se déroule en août 1141 Publié en français sous le titre Un insondable mystère, Paris, 10/18, « Grands Détectives » no 2203, 1991
12. The Raven in the Foregate 1986, le récit se déroule en décembre 1141 Publié en français sous le titre Les Ailes du corbeau, Paris, 10/18, « Grands Détectives » no 2230, 1991
13. The Rose Rent 1986, le récit se déroule en juin 1142 Publié en français sous le titre Une rose pour loyer, Paris, 10/18, « Grands Détectives » no 2256, 1992
14. The Hermit of Eyton Forest 1988, le récit se déroule en octobre 1142 Publié en français sous le titre L'Ermite de la forêt d'Eyton, Paris, 10/18, « Grands Détectives » no 2290, 1992
15. The Confession of Brother Haluin 1988, le récit se déroule en décembre 1142 Publié en français sous le titre La Confession de frère Haluin, Paris, 10/18, « Grands Détectives » no 2305, 1992
16. The Heretic's Apprentice 1990, le récit se déroule en juin 1143 Publié en français sous le titre L'Hérétique et son commis, Paris, 10/18, « Grands Détectives » no 2333, 1993
17. The Potter's Field 1990, le récit se déroule en août 1143 Publié en français sous le titre Le Champ du potier, Paris, 10/18, « Grands Détectives » no 2386, 1993
18. The Summer of the Danes 1991, le récit se déroule en avril 1144 Publié en français sous le titre L'Été des Danois, Paris, 10/18, « Grands Détectives » no 2417, 1993
19. The Holy Thief 1992, le récit se déroule en août 1144 Publié en français sous le titre Le Voleur de Dieu, Paris, 10/18, « Grands Détectives » no 2459, 1994
20. Brother Cadfael's Penance 1994, le récit se déroule en novembre 1145 Publié en français sous le titre Frère Cadfael fait pénitence, Paris, 10/18, « Grands Détectives » no 2619, 1995

#### Autres romans policiers signés Ellis Peters
- Holiday with Violence (1952)
- Death Mask (1959) Publié en français sous le titre Le Masque de mort, Paris, Dupuis, « Mi-Nuit » no 16, 1967 ; réédition dans une traduction intégrale, Paris/Monaco, Éditions du Rocher, « Bibliothèque du mystère », 2003
- Never Pick Up Hitch-Hikers! (1976)

#### Romans policiers signés Jolyon Carr
- Murder in the Dispensary (1938)
- Freedom for Two (1939)
- Masters of the Parachute Mail (1940)
- Death Comes by Post (1940)

#### Roman policier signé John Redfern
- The Victim Needs a Nurse (1940)

#### Roman signé Peter Benedict
- Day Star (1937)

### Nouvelles

#### Recueils de nouvelles
- The Assize of the Dying (1958)
- The Lily Hand: and Other Stories (1965)

#### Recueil de nouvelles de la sérieFrère Cadfeaelsigné Ellis Peters
- A Rare Benedictine: The Advent of Brother Cadfael 1988, les récits se déroulent en novembre 1120 et à Noël 1135 Publié en français sous le titre Un bénédictin pas ordinaire, Paris, 10/18, « Grands Détectives » no 2515, 1994

#### Autre recueil de nouvelles signé Ellis Peters
- The Trinity Cat: and Other Mysteries (2006)

### Autres ouvrages
- The Coast of Bohemia (1950)
- Shropshire (1992), en collaboration avec Roy Morgan
- Strongholds and Sanctuaries (1993), en collaboration avec Roy Morgan

## Sources
- Claude Mesplède (dir.), Dictionnaire des littératures policières, vol. 1 : A - I, Nantes, Joseph K, coll. « Temps noir », 2007, 1054 p. (ISBN 978-2-910-68644-4, OCLC 315873251), p. 338-339 (Frère Cadfael).
- Claude Mesplède (dir.), Dictionnaire des littératures policières, vol. 2 : J - Z, Nantes, Joseph K, coll. « Temps noir », 2007, 1086 p. (ISBN 978-2-910-68645-1, OCLC 315873361), p. 528-529 (Ellis Peters).